# Björn Bjurling
Björn Bjurling, född 21 augusti 1979 i Järfälla församling, Stockholm, är en svensk före detta ishockeymålvakt. Han har spelat för bland annat Bodens IK, Djurgårdens IF, Södertälje SK, Red Bull Salzburg och Vålerenga IF, och även gjort två landskamper för Tre Kronor. Bjurling är sedan 2021 målvaktstränare i IF Björklöven i Hockeyallsvenskan.

## Karriär
Björn Bjurling föddes i Stockholm och påbörjade sin hockeykarriär som åttaåring i Kista HC. Därefter spelade han ungdomshockey i  AIK under nio år. 
1998 skrev han på för Uppsala AIS, som i dag heter Almtuna IS, och gjorde sin första säsong på elitnivå. Klubben spelade i division 1, som då var näst högsta serien, men lyckades inte ta sig upp till ”nya” allsvenskan. Bjurling flyttade då till Bodens IK, där han etablerade sig och gjorde tre säsonger i Allsvenskan.
Bjurling värvades till Djurgårdens IF i Elitserien 2002, där han under sin första säsong fick inleda som andremålvakt till kanadensaren Joaquin Gage. Mot slutet av säsongen 2002/03 tog Bjurling över allt mer. När Gage skrev på för tyska Kassel Huskies blev Bjurling förstemålvakt och förblev det under nästan hela sin tid i klubben. Han fick spela två landskamper i Euro Hockey Tour då han ersatte den skadade Stefan Liv. Han blev draftad av Edmonton Oilers efter säsongens slut.
Under lockoutsäsongen 2004/2005 plockade Djurgården in två NHL-målvakter, Marty Turco och José Théodore. Bjurling fick nästan ingen speltid alls och lämnade Djurgården efter säsongens slut. Han flyttade till Österrike och Red Bull Salzburg. Han spelade där i ett halvår innan han skrev på för Genève-Servette i NLA i Schweiz. Dock skadades han två månader in på säsongen och under hans skadefrånvaro köpte klubben in två nya målvakter. Bjurling sparkades snart av Hardy Nilsson och flyttade till Norge och Vålerenga IF. 
Den 5 september 2006 ådrog han sig en svår ögonskada då hans galler på hjälmen gav vika för en puck.  Han jobbade under sommaren 2007 med en målvaktsskola tillsammans med Tomas Magnusson, Djurgårdens målvaktstränare under 20 år. 
Inför säsongen 2007/2008 skrev han på för Södertälje SK, där det var tänkt att han skulle vara andremålvakt bakom Jhonas Enroth. Han hade efter drygt halva säsongen konkurrerat ut Enroth och ledde målvaktsligan.
Säsongen 2010/2011 spelade han för Brynäs IF, och lånades även ut till AIK. Efter problem med en nervskada i axeln tvingades han lägga av 2011.
Sedan 2021 är Bjurling målvaktstränare i IF Björklöven.

## Meriter
- Två A-landskamper för Sverige 2004.
- Norsk mästare med Vålerenga IF 2007.
- Bästa målvakt i norska Eliteserien 2007.
- Bäst räddningsprocent i norska Eliteserien 2007.
- Draftad av Edmonton Oilers 2004, nionde rundan, som nummer 274 totalt.